# Nay El Rahi
Nay El Rahi (árabe ناي الراعي) (Beirut, 1985 o 1986) es una periodista, investigadora, activista y defensora de género libanesa.

## Trayectoria
El Rahi obtuvo una licenciatura en periodismo en la Universidad Libanesa y una maestría en Medios Globales y Estudios de Género de la Escuela de Estudios Orientales y Africanos de Londres. Sus intereses de investigación son los derechos de las mujeres en los medios de comunicación, las dinámicas de género y la política sectaria en el Líbano.
En 2014 comenzó a trabajar como Oficial de Comunicación y Alianzas en el Centro de Género en Oxfam GB y como Oficial de Comunicación y Alianzas para el Programa Regional de Justicia de Género en Medio Oriente y el Norte de África para Oxfam en Túnez. Desde 2015 trabaja en KAFA (Basta de Violencia y Explotación), una organización no gubernamental feminista centrada en la violencia de género.
Como periodista, ha trabajado en diferentes medios como Dar Al Hayat (2007-2008), en el periódico Assafir (2006-2013) como reportera colaboradora y en la Universidad Americana de Beirut como redactora en el Departamento de Comunicaciones y Planificación Estratégica (2012-2014). Desde 2014 trabaja como escritora colaboradora en el periódico online Al Modon.
En 2014 fue activista del colectivo feminista Nasawiya y después comenzó a trabajar en Kafa (Basta de) Violencia y Explotación como Coordinadora del Programa de Trabajadoras Domésticas Migrantes. A finales de febrero de 2016, junto a Myra el-Mir y Sandra Hassan lanzaron un sitio web llamado HarassTracker.org para rastrear y documentar el acoso en el Líbano, inspirado en el lanzamiento de HarassMap en Egipto en 2010.

## Reconocimientos
El Rahi fue una de las trece mujeres árabes elegidas por la BBC para estar en su lista de 100 Mujeres en 2016.  Fue elegida por su "desafío" al fundar el sitio web de seguimiento del acoso.